# Аликвотни тонови
Аликвотни тонови, или прегиб или ијек. пријегиб такође названи и парцијалним тоновима или хармоницима су појава углавном слухом непрепознатљивих тонова који се формирају над главним изведеним тоном. Њихов број и јачина одређују „боју“ тона над којим се формирају при чему је број доминантан фактор. Фреквенције аликвотних тонова се према основном тону односе као 1:2:3:4:5:6:… до одређене граничне фреквенције. Ова граница код неких инструмената износи:
| Инструмент              | Хорна | Флаута | Виолина | Труба | Триангл |
| Гранична фреквенција () | 1,5   | 4      | 8       | 9     | 16      |

Оно што се да приметити је да што је мањи број аликвотних тонова (тј. што је гранична фреквенција нижа) то је звук инструмента „мекши“ и обрнуто − што је аликвотних тонова више, то је звук инструмента оштрији. На неким инструментима се, нарочитим поступком у свирању, може постићи да поједини аликвоти зазвуче издвојено, као тзв. флажолети. С друге стране, помоћу савремене електронике, могуће је да се, слагањем више треперења одоварајуће висине и јачине, вештачки створи (синтетизује) звук било које жељене боје.

## Пример
Хајде да, на пример, формирамо хармонике над тоном A (велико А), чија је фреквенција 110 Hz, до границе од 1.500 Hz:
| Основни тон   | Аликвотни тонови () | Аликвотни тонови () | Аликвотни тонови () | Аликвотни тонови () | Аликвотни тонови () | Аликвотни тонови () | Аликвотни тонови () | Аликвотни тонови () | Аликвотни тонови () | Аликвотни тонови () | Аликвотни тонови () | Аликвотни тонови () |
| 110           | 220                 | 330                 | 440                 | 550                 | 660                 | 770                 | 880                 | 990                 | 1.100               | 1.210               | 1.320               | 1.430               |
| Приближан тон |                     | 1                   | 1                   | 2                   | 2                   | 2                   | 2                   | 2                   | 3                   | 3                   | 3                   | 3                   |

| Фреквенција     | Ред   | Назив 1       | Назив 2     | Назив 3     | Таласно представљање | Молекуларно представљање |
| --------------- | ----- | ------------- | ----------- | ----------- | -------------------- | ------------------------ |
| 1 × f = 0440 Hz | n = 1 | 1. парцијални | основни тон | 1. хармоник |                      |                          |
| 2 × f = 0880 Hz | n = 2 | 2. парцијални | 1. надтон   | 2. хармоник |                      |                          |
| 3 × f = 1320 Hz | n = 3 | 3. парцијални | 2. надтон   | 3. хармоник |                      |                          |
| 4 × f = 1760 Hz | n = 4 | 4. парцијални | 3. надтон   | 4. хармоник |                      |                          |